# Vincent Spadea
Vincent Spadea (Chicago, 19 juli 1974) is een Amerikaans tennisser. Hij speelt sinds 1993 op professioneel niveau. Spadea heeft in z'n carrière 3 dubbeltitels en 1 enkeltitel veroverd.

## Prestatietabel
| Legenda | Legenda                          |
| ------- | -------------------------------- |
| g.t.    | geen toernooi gehouden           |
| l.c.    | lagere categorie                 |
| –       | niet deelgenomen                 |
| G       | uitgeschakeld in de groepsfase   |
| 1R      | uitgeschakeld in de eerste ronde |
| 2R      | uitgeschakeld in de tweede ronde |
| 3R      | uitgeschakeld in de derde ronde  |
| 4R      | uitgeschakeld in de vierde ronde |
| KF      | uitgeschakeld in de kwartfinale  |
| HF      | uitgeschakeld in de halve finale |
| F       | de finale verloren               |
| W       | het toernooi gewonnen            |
| w-v     | winst/verlies-balans             |

### Prestatietabel grand slam, enkelspel
| Toernooi        | 1993 | 1994 | 1995 | 1996 | 1997 | 1998 | 1999 | 2000 | 2001 | 2002 | 2003 | 2004 | 2005 | 2006 | 2007 | 2008 | 2009 |
| --------------- | ---- | ---- | ---- | ---- | ---- | ---- | ---- | ---- | ---- | ---- | ---- | ---- | ---- | ---- | ---- | ---- | ---- |
| Australian Open | –    | –    | 3R   | 2R   | –    | 3R   | KF   | 1R   | –    | –    | 1R   | 1R   | 1R   | 1R   | 2R   | 3R   | 1R   |
| Roland Garros   | –    | –    | 1R   | 1R   | 1R   | 2R   | 3R   | 1R   | –    | 3R   | 3R   | 2R   | 2R   | 1R   | 1R   | 1R   | –    |
| Wimbledon       | –    | –    | 1R   | 1R   | 1R   | 2R   | 1R   | 2R   | –    | 2R   | 1R   | 4R   | 1R   | 1R   | 1R   | 1R   | 2R   |
| US Open         | 1R   | 2R   | 4R   | 3R   | 1R   | 1R   | 4R   | 1R   | –    | 2R   | 1R   | 2R   | 2R   | 3R   | 1R   | 1R   | –    |

### Prestatietabel grand slam, dubbelspel
| Toernooi        | 1992 | 1993 | 1994 | 1995 | 1996 | 1997 | 1998 | 1999 | 2000 | 2001 | 2002 | 2003 | 2004 | 2005 | 2006 | 2007 | 2008 | 2009 |
| --------------- | ---- | ---- | ---- | ---- | ---- | ---- | ---- | ---- | ---- | ---- | ---- | ---- | ---- | ---- | ---- | ---- | ---- | ---- |
| Australian Open | –    | –    | –    | –    | 1R   | –    | –    | –    | –    | –    | –    | –    | 1R   | 1R   | 2R   | 2R   | –    | 1R   |
| Roland Garros   | –    | –    | –    | –    | 2R   | –    | –    | –    | –    | –    | –    | –    | –    | 2R   | 3R   | 1R   | –    | –    |
| Wimbledon       | –    | –    | –    | –    | –    | –    | –    | –    | –    | –    | –    | 1R   | 3R   | –    | 1R   | –    | –    | –    |
| US Open         | 1R   | 1R   | 1R   | –    | 1R   | 1R   | 2R   | –    | –    | –    | 1R   | 1R   | 1R   | 3R   | –    | 2R   | –    | –    |